# USS Austin (LPD-4)
El USS Austin (LPD-4) fue un buque de asalto anfibio líder de su clase.

## Construcción
Fue construido en el New Yord Navy Shipyard de Brooklyn (Nueva York). Fue colocada la quilla en 1963 y fue botado el casco en 1964. Entró en servicio en 1965.

## Historia de servicio
A lo largo de su vida operativa, participó en multitud de ejercicios y operaciones. En 1983, desembarcó en Líbano al 1.º Batallón, 8.º Marines y al MAU 24; durante el conflicto en curso en dicho país. Causó baja en 2006.